# Empire Classic Handicap
L'Empire Classic Handicap è una corsa di stalloni purosangue che si svolge al  Parco di Belmont, Elmont, New York. È una corsa dei giochi classificati.

## Storia
Inaugurata nel 1976 come "Giochi dell'Impero", e rinominata "Empire Classic" nel 1994, detenne eventi da sei furlong per due anni consecutivi, rispettivamente dal 1976 al 1988 e dal 1990 al 1993. Al Parco di Belmont si sono tenute delle corse effettive dal 1989 al 1991, dal 1993 al 1995 e dal 1997 sino ad oggi. Il tragitto da corsa di Saratoga ospitò gli eventi nel 1992 e il percorso dell'Acquedotto li ospitò nel 1996.
Durante il cambio dell'appellativo, i furlong da percorrere nella gara aumentarono da 6 a 9. Il nome della corsa deriva dal soprannome dello stato di New York ("The Empire State"). Il tragitto della pista è pari ad un miglio più un ottavo di miglio. Il premio al vincitore è di 250000 $.

## Vincitori passati
- 2009 – Haynesfield (Ramon Dominguez)
- 2008 – Stud Muffin (Alan Garcia)
- 2007 – Dr. V's Magic (3) (Kent Desormeaux)
- 2006 – Organizer (4) (Eibar Coa)
- 2005 – Spite the Devil (5) (Javier Castellano)
- 2004 – Spite the Devil (4) (Javier Castellano)
- 2003 – Well Fancied (5) (Edgar Prado)
- 2002 – Gander (6) (Richard Migliore)
- 2001 – Scottish Halo (4) (Harry Vega)
- 2000 – Turnofthecentury (3) (Aaron Gryder)
- 1999 – Gander (3) (Robbie Davis)
- 1998 – Mellow Roll (3) (Jerry Bailey)
- 1997 – Instant Friendship (4) (John Velazquez)
- 1996 – Victory Speech (3) (Mike E. Smith)
- 1995 – Sky Carr (5) (Jorge Chavez)
- 1994 – Itaka (4) (Mike E. Smith)
- 1993 – Gulliviegold (Jose Santos)
- 1992 – Carr Heaven (Jerry Bailey)
- 1991 – T.V. Heart Throb (John Grabowski)
- 1990 – Ambassador In Love (Angel Cordero, Jr.)
- 1989 – Seaport Mac (Jerry Bailey)
- 1988 – Scarlet Ibis (Jacinto Vasquez)
- 1987 – Fourstardave (Randy Romero)
- 1986 – Jazzing Around (Jose Santos)
- 1985 – B.C. Sal (Richard Migliore)
- 1984 – Bazooka Babe (Eddie Maple)
- 1983 – Restless Feet (Jerry Bailey)
- 1982 – Stewpy (Jeffrey Fell)
- 1981 – Salute Me Sir (Angel Cordero, Jr.)
- 1980 – Adirondack Holme (Jorge Velasquez)
- 1979 – Restrainor (Ruben Hernandez)
- 1978 – Promenade All (Bernie Gonzalez)
- 1977 – Tequillo Boogie (Pat Day)
- 1976 – Fratello Ed (George Martens)